# Stenocercus formosus
Stenocercus formosus este o specie de șopârle din genul Stenocercus, familia Tropiduridae, descrisă de Boulenger 1880.
Este endemică în Peru. Conform Catalogue of Life specia Stenocercus formosus nu are subspecii cunoscute.